# Apaxco de Ocampo
Apaxco de Ocampo, eller bara Apaxco, är en mindre stad i Mexiko, och administrativ huvudort i kommunen Apaxco i den nordvästra delen av delstaten Mexiko, i den centrala delen av landet. Staden hade 13 836 invånare vid folkräkningen 2010 och ingår i Mexico Citys storstadsområde.

## Galleri

Huvudtorget i Apaxco de Ocampo.
Stadshuset.
Missionärskapellet i Apaxco de Ocampo.
En gata, centralt.
Paviljong på torg.